# Karrberg

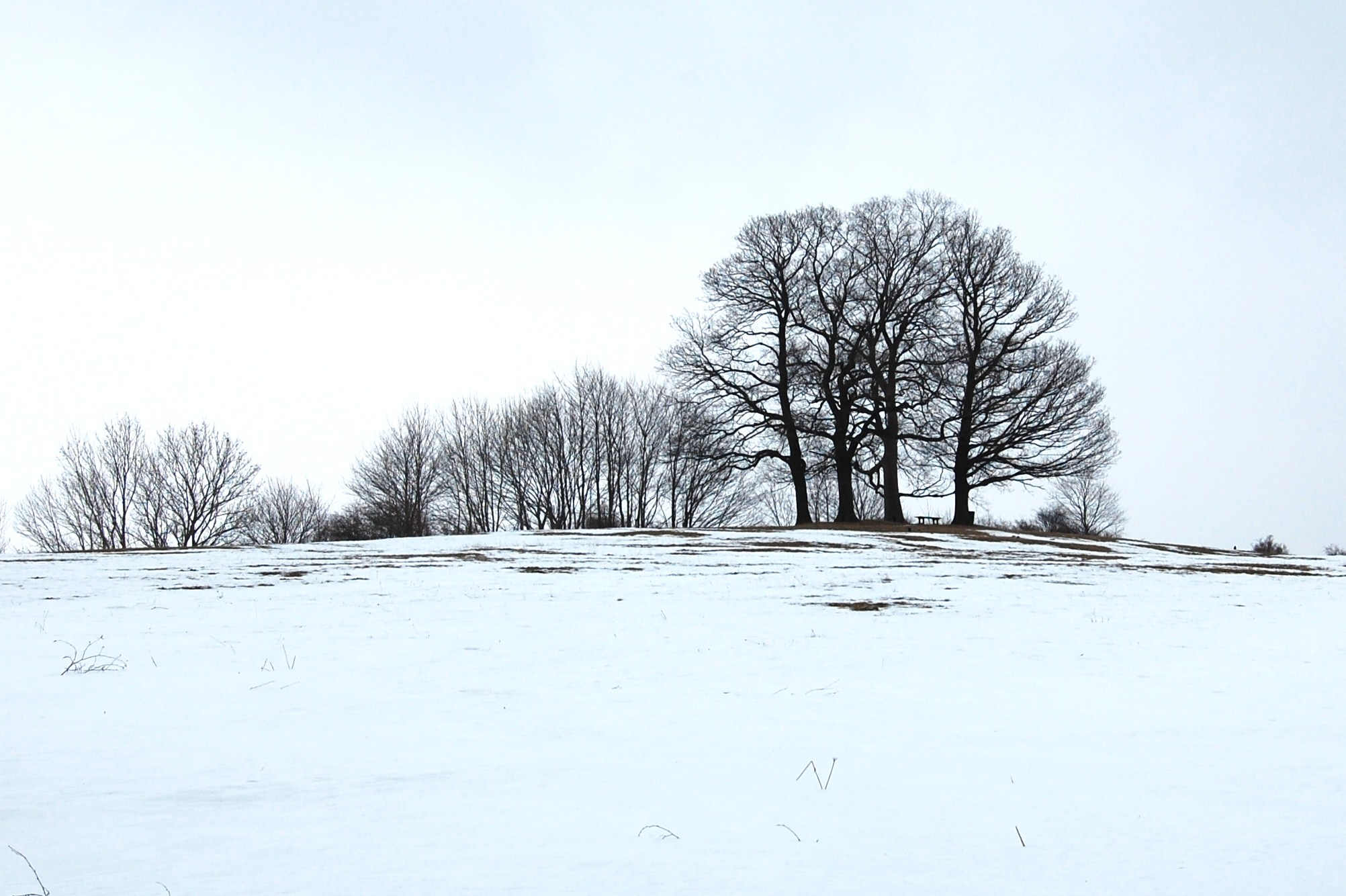
Karrberg, Blick von Westen

Der Karrberg ist ein Berg am Nordrand des Harzes im Gebiet der Stadt Ilsenburg.
Nördlich des 304 Meter hohen Berges liegt Drübeck, östlich Darlingerode und im Süden Oehrenfeld. Auf dem Gipfel des Berges befindet sich eine kleine Baumgruppe mit Sitzbank. Von hier besteht die Möglichkeit den südlich gelegenen Brocken zu sehen. An der Nordseite des Berges führt ein Wanderweg von Darlingerode nach Drübeck entlang.
Rund um den Karrberg findet man zahlreiche Täler (Ilsetal, Steinerne Renne), Klöster (Himmelpforten, Drübeck, Ilsenburg), Kirchen, eine Burg (Hasserode), ein Schloss (Ilsenburg), eine Brauerei und eine stillgelegte Grubenanlage (Thumkuhlental).
Koordinaten: 51° 51′ N, 10° 43′ O